# Jonathan Scherzer
Jonathan Scherzer (Spittal an der Drau, Austria, 22 de julio de 1995) es un futbolista austríaco que juega de defensa en el Wolfsberger AC de la Bundesliga austríaca.

## Primeros años
Comenzó su carrera en el SV Spittal / Drau. Luego se trasladó al Athens United estadounidense en 2008. De ahí pasó al Borussia Mönchengladbach en Alemania y posteriormente al TSV 1860 Múnich.

## Trayectoria
En enero de 2018, se incorporó al FC Admira Wacker Mödling.
El 20 de mayo de 2020 firmó con el Wolfsberger AC.

## Estadísticas

### Clubes
Actualizado al último partido disputado el 11 de agosto de 2024.
| Club                               | Div.          | Temporada     | Liga  | Liga  | Copas nacionales | Copas nacionales | Copas internacionales | Copas internacionales | Total | Total |
| Club                               | Div.          | Temporada     | Part. | Goles | Part.            | Goles            | Part.                 | Goles                 | Part. | Goles |
| ---------------------------------- | ------------- | ------------- | ----- | ----- | ---------------- | ---------------- | --------------------- | --------------------- | ----- | ----- |
| F. C. Augsburgo II · Alemania      | 4.ª           | 2014-15       | 22    | 2     | ―                | ―                | ―                     | ―                     | 22    | 2     |
| F. C. Augsburgo II · Alemania      | 4.ª           | 2015-16       | 16    | 1     | ―                | ―                | ―                     | ―                     | 16    | 1     |
| F. C. Augsburgo II · Alemania      | 4.ª           | 2016-17       | 26    | 1     | ―                | ―                | ―                     | ―                     | 26    | 1     |
| F. C. Augsburgo II · Alemania      | 4.ª           | 2017-18       | 10    | 3     | ―                | ―                | ―                     | ―                     | 10    | 3     |
| F. C. Augsburgo II · Alemania      | Total club    | Total club    | 74    | 7     | 0                | 0                | 0                     | 0                     | 74    | 7     |
| FC Admira Wacker Mödling · Austria | 1.ª           | 2017-18       | 9     | 0     | 0                | 0                | ―                     | ―                     | 9     | 0     |
| FC Admira Wacker Mödling · Austria | 1.ª           | 2018-19       | 11    | 0     | 0                | 0                | ―                     | ―                     | 11    | 0     |
| FC Admira Wacker Mödling · Austria | 1.ª           | 2019-20       | 8     | 0     | 0                | 0                | ―                     | ―                     | 8     | 0     |
| FC Admira Wacker Mödling · Austria | Total club    | Total club    | 28    | 0     | 0                | 0                | 0                     | 0                     | 28    | 0     |
| Wolfsberger AC · Austria           | 1.ª           | 2020-21       | 25    | 1     | 5                | 0                | 7                     | 0                     | 37    | 1     |
| Wolfsberger AC · Austria           | 1.ª           | 2021-22       | 12    | 0     | 4                | 1                | ―                     | ―                     | 16    | 1     |
| Wolfsberger AC · Austria           | 1.ª           | 2022-23       | 13    | 0     | 0                | 0                | 1                     | 0                     | 14    | 0     |
| Wolfsberger AC · Austria           | 1.ª           | 2023-24       | 29    | 0     | 3                | 0                | ―                     | ―                     | 32    | 0     |
| Wolfsberger AC · Austria           | 1.ª           | 2024-25       | 2     | 0     | 1                | 0                | ―                     | ―                     | 3     | 0     |
| Wolfsberger AC · Austria           | Total club    | Total club    | 81    | 1     | 13               | 1                | 8                     | 0                     | 102   | 2     |
| Total carrera                      | Total carrera | Total carrera | 183   | 8     | 13               | 1                | 8                     | 0                     | 204   | 9     |

## Palmarés

### Títulos nacionales
| Título          | Club           | País    | Año  |
| --------------- | -------------- | ------- | ---- |
| Copa de Austria | Wolfsberger AC | Austria | 2025 |